# Recreatieschap
Een recreatieschap is in Nederland een samenwerkingsverband tussen gemeenten en provincies conform de Wet gemeenschappelijke regelingen met als doel het ontwikkelen, beheren en exploiteren van voorzieningen voor openluchtrecreatie buiten de bebouwde kom zoals (zwem)plassen, picknickplaatsen, fiets- en wandelpaden en kanoroutes. Het gaat hierbij om basisvoorzieningen welke openbaar zijn en (meestal) gratis toegankelijk. Naast de recreatieve doelstellingen hebben de meeste recreatieschappen in de doelstelling ook beschreven het behartigen van natuur- en landschapsbelangen. Naast uitvoerende taken adviseert het recreatieschap vaak bij inrichtingsplannen voor het buitengebied.
De voorzieningen die het recreatieschap beheert zijn vaak gelegen op het grondgebied van meerdere gemeenten. De zorg voor dergelijke voorzieningen kan vaak niet alleen door één gemeente gedragen worden. Hiertoe zijn vanaf de jaren '60 recreatieschappen opgericht die gemeente en/of provincie overschrijdende recreatievoorzieningen en gebieden beheren. Met het beheer dragen deelnemende gemeenten ook het eigendom en bevoegdheden over aan het recreatieschap. Zo hebben recreatieschappen de bevoegdheden voor het instellen van een algemene plaatselijke verordening. De exploitatietekorten worden gedragen door de deelnemende gemeenten en provincies.
De bestuursvorm bestaat uit een algemeen bestuur en een dagelijks bestuur. Het dagelijks bestuur bestaat uit één burgemeester of wethouder van elke deelnemende gemeente en één Statenlid of gedeputeerde van elke deelnemende provincie. Het algemeen bestuur bestaat uit het dagelijks bestuur aangevuld met één raadslid of Statenlid van elke deelnemende gemeente of provincie. De bestuursleden worden voor een periode van vier jaar aangesteld, tenzij beide gemeentelijke vertegenwoordigers geen collegeleden van burgemeester of wethouders (meer) zijn.
Het dagelijks bestuur heeft meestal een directeur aangesteld en werknemers die de taken uitvoeren. De directeur is tevens de secretaris van het dagelijks bestuur. Naast het dagelijks bestuur hebben de meeste recreatieschappen werkmaatschappijen (BV´s) waar de eigendommen en exploitaties zijn ondergebracht.
Er zijn onder meer de recreatieschappen Alkmaarder- en Uitgeestermeer, Drenthe, Geestmerambacht, Het Twiske en Spaarnwoude.